# Косарев, Николай Иванович
Николай Иванович Косарев — советский звукооператор.

## Биография
Николай Иванович Косарев — советский звукооператор киностудий «Белгоскино» и «Ленфильм».

## Фильмография
1. 1932 — Первый взвод  (Режиссёр-постановщик: Владимир Корш-Саблин)
2. 1934 — Золотые огни  (Режиссёр-постановщик: Владимир Корш-Саблин)
3. 1934 — Поручик Киже  (совместно с Б. Беервальд) (Режиссёр-постановщик: Александр Файнциммер)
4. 1936 — Искатели счастья  (совместно с К. Познышевым) (Режиссёр-постановщик: Владимир Корш-Саблин)
5. 1937 — Балтийцы  (Режиссёр-постановщик: Александр Файнциммер)
6. 1937 — Днепр в огне  (совместно с К. Познышевым) (Режиссёр-постановщик: Чеслав Сабинский)
7. 1939 — Огненные годы  (совместно с Б. Кореньковым) (Режиссёр-постановщик: Владимир Корш-Саблин)
8. 1945 — Великий перелом  (совместно с Александром Островским) (Режиссёр-постановщик: Фридрих Эрмлер)
9. 1946 — Остров Безымянный  (Режиссёры-постановщики: Адольф Бергункер, Михаил Егоров)
10. 1948 — Страницы жизни  (Режиссёры-постановщик: Борис Барнет, Александр Мачерет)
11. 1953 — Алёша Птицын вырабатывает характер  (Режиссёр-постановщик: Анатолий Граник)
12. 1954 — Зелёный дол  (Режиссёр-постановщик: Тамара Родионова)
13. 1954 — Повесть о лесном великане  (совместно с Алексеем Машистовым, Владимиром Кутузовым) (Режиссёр-постановщик: Александр Згуриди)
14. 1955 — Максим Перепелица  (Режиссёр-постановщик: Анатолий Граник)
15. 1956 — Софья Ковалевская  (Режиссёр-постановщик: Иосиф Шапиро)
16. 1957 — Степан Кольчугин  (Режиссёр-постановщик: Тамара Родионова)
17. 1958 — Кочубей  (совместно с Ильёй Волком) (Режиссёр-постановщик: Юрий Озеров)
18. 1959 — Сын Иристона  (Режиссёр-постановщик: Владимир Чеботарёв)
19. 1960 — Победитель  (короткометражный) (Режиссёр-постановщик: Виктор Садовский)
20. 1961 — Раздумья…  (Режиссёр-постановщик: Тамара Родионова)
21. 1962 — Чёрная чайка  (Режиссёр-постановщик: Григорий Колтунов)
22. 1964 — Донская повесть  (Режиссёр-постановщик: Владимир Фетин)
23. 1965 — Музыканты одного полка  (Режиссёр-постановщик: Павел Кадочников)
24. 1966 — На диком бреге  (Режиссёр-постановщик: Анатолий Граник)

## Звукооператор дубляжа
Фильмы указаны по годам, когда они были дублированы на русский язык.
- 1961 — Пятеро из РМСА  (Режиссёр-постановщик: Нюма Белогорски) (НРБ)
- 1962 — Дочь колдуньи  (Режиссёр-постановщик: Сюй Дао) (Китай)
- 1963 — День без вечера  (Режиссёр-постановщик: Марис Рудзитис) (Рижская киностудия)
- 1963 — Золотой зуб  (Режиссёр-постановщик: Антон Маринович) (НРБ)
- 1963 — Под страхом измены  (Режиссёр-постановщик: Пак Хак) Корея
- 1963 — Пока не поздно  (Режиссёр-постановщик: Д. Димитров) (НРБ)
- 1968 — Игры взрослых людей  (Режиссёр-постановщик: Илья Рудас, Альгимантас Кундялис) (Литовская киностудия)

## Признание и награды
Работал звукооператором на фильме, получившем зарубежную кинопремию:
- 1945 — Великий перелом — Гран-при на I МКФ в Канне, Франция в 1946 году (коллективная награда для одиннадцати фильмов, представлявших на фестивале национальные кинематографии)[1].